# スーザン・マイズナー
スーザン・マイズナー（Susan Misner, 1971年2月8日 - ）は、アメリカ合衆国のダンサー、テレビおよび映画の女優。

## 経歴
1999年3月12日から11月17日までABCのソープ・オペラ『ワン・ライフ・トゥ・リヴ』の不遇のグレイス・デイヴィッドソン役を演じた。2002年、映画『シカゴ』に出演し、リズ役としてキャサリン・ゼタ＝ジョーンズ、デニース・フェイ、デイドレ・グッドウィン、エカテリーナ・シェチェルカノワ、マイア・ハリソンと共に著名な「Cell Block Tango」を演じた。
『Law & Order 』シリーズの3作品、『LAW & ORDER:犯罪心理捜査班』(2001年/2005年)、『LAW & ORDER:性犯罪特捜班』(2002年)、『ロー&オーダー』(2006年)や『CSI:科学捜査班』(2002年)、『CSI:マイアミ』(2004年)など多くのテレビドラマにゲスト出演。2002年の映画『シカゴ』ではダンスを披露。2006年から2007年、『レスキュー・ミー NYの英雄たち』テレサ役、2007年、ミニシリーズ『The Bronx Is Burning 』グレッチェン・マーティン役を演じた。2004年から2005年、CBSの『WITHOUT A TRACE/FBI 失踪者を追え!』に2エピソード出演した。2007年にCWテレビジョンネットワークの『ゴシップガール』のアリソン・ハーフリー役、『New Amsterdam 』(2008年)のバーネット巡査部長を演じた。2010年、連続ドラマ『In Treatment 』でセラピストのポール・ワトソンのガールフレンド役を演じた。『PERSON of INTEREST 犯罪予知ユニット』のジェシカ・アーント役、『The Americans 』のサンドラ・ビーマン役、『ナッシュビル』のステイシー役で出演。

## 主な出演作品

### 映画
| 公開年 | 邦題 原題                                         | 役名                   | 備考 |
| ------ | ------------------------------------------------- | ---------------------- | ---- |
| 1997   | タイム・コマンド Cyber Vengeance                  | トロイ                 |      |
| 2002   | シカゴ Chicago                                    | リズ                   |      |
| 2004   | フォーガットン The Forgotten                      | リサ・フランクス捜査官 |      |
| 2006   | ラスト・トゥー・ウィークス Two Weeks              | シェリー               |      |
| 2012   | 31年目の夫婦げんか Hope Springs                   | ダナ                   |      |
| 2018   | アサシネーション・ネーション Assassination Nation | マーギー・ダンカン     |      |

### テレビシリーズ
| 放映年    | 邦題 原題                                                            | 役名                       | 備考                  |
| --------- | -------------------------------------------------------------------- | -------------------------- | --------------------- |
| 2001      | セックス・アンド・ザ・シティ Sex and the City                        | シャイナ                   | 1エピソード           |
| 2001-2009 | LAW & ORDER:犯罪心理捜査班 Law & Order: Criminal Intent              | -                          | 別々の役で3エピソード |
| 2002      | CSI:科学捜査班 CSI: Crime Scene Investigation                        | キャシー・ジェームズ       | 1エピソード           |
| 2002      | LAW & ORDER:性犯罪特捜班 Law & Order: Special Victims Unit           | ロニー・マーシャル         | 1エピソード           |
| 2004      | CSI:マイアミ CSI: Miami                                              | ヘディ                     | 1エピソード           |
| 2004,2005 | WITHOUT A TRACE/FBI 失踪者を追え! Without a Trace                    | ジェシカ・プリンス／ヘレン | 2エピソード           |
| 2005      | ナイト・ストーカー Night Stalker                                     | イレーネ                   | 2エピソード           |
| 2006      | ロー&オーダー Law & Order                                            | サマンサ・ウェヴァー       | 1エピソード           |
| 2006-2007 | レスキュー・ミー NYの英雄たち Rescue Me                              | テレサ                     | 4エピソード           |
| 2007      | The Bronx Is Burning                                                 | グレッチェン・マーティン   | 3エピソード           |
| 2007      | ゴシップガール Gossip Girl                                           | アリソン・ハーフリー       | 4エピソード           |
| 2008      | ニュー・アムステルダム New Amsterdam                                 | バーネット巡査部長         | 4エピソード           |
| 2008      | ニューヨーク1973/LIFE ON MARS Life on Mars                           | キャロル・アン・リーヴス   | 1エピソード           |
| 2008      | FRINGE/フリンジ Fringe                                               | テス                       | 1エピソード           |
| 2009      | 救命医ハンク セレブ診療ファイル Royal Pains                          | クレア・グラント           | 1エピソード           |
| 2009      | ホワイトカラー White Collar                                          | ダナ・ミッチェル           | 1エピソード           |
| 2009      | NCIS ～ネイビー犯罪捜査班 NCIS: Naval Criminal Investigative Service | レア                       | 1エピソード           |
| 2011-2012 | PERSON of INTEREST 犯罪予知ユニット Person of Interest               | ジェシカ・アーント         | 5エピソード           |
| 2011,2013 | グッド・ワイフ The Good Wife                                         | シモーヌ・チャニング       | 2エピソード           |
| 2013      | ブルーブラッド 〜NYPD家族の絆〜 Blue Bloods                          | カレン・ワッツ             | 1エピソード           |
| 2013      | ザ・フォロイング The Following                                       | ジェニー・ハーディ         | 1エピソード           |
| 2013      | ナッシュビル Nashville                                               | ステイシー                 | 5エピソード           |
| 2013-2016 | ジ・アメリカンズ The Americans                                       | サンドラ・ビーマン         | 27エピソード          |
| 2019      | ジャック・ライアン Jack Ryan                                         | リサ・カラブレス           | 6エピソード           |